# Janina Zagrodzka-Kawa
Janina Zagrodzka-Kawa, z domu Kłoss (ur. 9 lutego 1918 w majątku Piasecznica pod Sochaczewem, zm. 8 września 2020 w Oslo) – polsko-norweska tłumaczka literatury, poetka. 

## Życiorys
Urodziła się w Polsce, gdzie spędziła młodość. Jej pierwszym mężem był inżynier chemik Henryk Zagrodzki. W 1946 wyszła za mąż za polskiego olimpijczyka Franciszka Kawę. W  1960 wyjechała na stałe do Norwegii. Działała w środowisku polonijnym w Oslo. Zajmowała się tłumaczeniem na język polski wspomnień wybitnych uczestników norweskiego ruchu oporu w czasie II wojny światowej – Maxa Manusa (Ognie nad fiordami, 1983) i Sverrego Midtskaua (Londyn nie odpowiada, 1976, 1988). Przełożyła też książkę Larsen z Wysp Szetlandzkich (1980) Frithjofa Sælena o bohaterskim marynarzu Leifie Larsenie. Napisała również Pamiętnik mojego męża (współautor Franciszek Kawa, 2003), Widziane z tamtego brzegu (2006) oraz trzy tomiki wierszy: Zebrane nad fiordami (1999),  Norweskie nastroje (2000) i Nie wiem (2004).
Jej syn, historyk sztuki Krzysztof Zagrodzki, mieszka w Paryżu. 
Zmarła w wieku 102 lat. Została pochowana obok swojego męża na cmentarzu Vestre Gravlund w Oslo.